# Aleksandr Kosenkov
Aleksandr Michajlovič Kosenkov (in russo Александр Михайлович Косенков?; Chabarovsk, 28 luglio 1956) è un ex tuffatore sovietico, dal 1991 bielorusso.

## Biografia
Rappresentò l'Unione Sovietica a due edizioni dei Giochi olimpici estivi: a Montréal 1976, vinse la medaglia di bronzo nel trampolino 3 metri, a Mosca 1980, si classificò quinto nella stessa specialità.

## Palmarès
- Giochi olimpici estivi

Montréal 1976: bronzo nel trampolino 3 m